# Audace (okręt)
„Audace” – nazwa noszona na przestrzeni dziejów przez okręty Regia Marina i Marina Militare:
- „Audace” – kanonierka typu Alfredo Cappellini(inne języki) z lat 70. XIX wieku[1]
- „Audace”(inne języki) – niszczyciel typu Audace(inne języki) z okresu I wojny światowej i okresu międzywojennego[2]
- „Audace”(inne języki) – pierwotnie japoński niszczyciel „Kawakaze” typu Urakaze(inne języki) z okresu I wojny światowej, sprzedany przed wodowaniem Włochom[2][3]
- „Audace” (D551)(inne języki) – niszczyciel rakietowy typu Audace z lat 70. XX wieku[4]